# Kvalifikace na Mistrovství Evropy ve fotbale 1988 – skupina 7
Zápasy kvalifikační skupiny 7 na Mistrovství Evropy ve fotbale 1988 se konaly v letech 1986 a 1987. Z pěti účastníků si postup na závěrečný turnaj vybojoval vítěz skupiny.

## Tabulka
| Tým         | B  | Z | V | R | P | VG | IG |
| ----------- | -- | - | - | - | - | -- | -- |
| Irsko       | 11 | 8 | 4 | 3 | 1 | 10 | 5  |
| Bulharsko   | 10 | 8 | 4 | 2 | 2 | 12 | 6  |
| Belgie      | 9  | 8 | 3 | 3 | 2 | 16 | 8  |
| Skotsko     | 9  | 8 | 3 | 3 | 2 | 7  | 5  |
| Lucembursko | 1  | 8 | 0 | 1 | 7 | 2  | 23 |

## Zápasy
| 10. září 1986         |     |                         |                                                                        |
| Belgie                | 2:2 | Irsko                   | King Baudouin Stadium, Brusel diváci: 22 212 rozhodčí: Ioan Igna (ROU) |
| Claesen 14' Scifo 69' |     | Stapleton 18' Brady 90' | King Baudouin Stadium, Brusel diváci: 22 212 rozhodčí: Ioan Igna (ROU) |

| 10. září 1986 |     |           |                                                                       |
| Skotsko       | 0:0 | Bulharsko | Hampden Park, Glasgow diváci: 35 070 rozhodčí: Erik Fredriksson (SWE) |
|               |     |           | Hampden Park, Glasgow diváci: 35 070 rozhodčí: Erik Fredriksson (SWE) |

| 14. října 1986 |     |                                                              |                                                                                    |
| Lucembursko    | 0:6 | Belgie                                                       | Stade Municipal, Lucemburk diváci: 15 000 rozhodčí: Krzysztof Czemarmazowicz (POL) |
|                |     | Gerets 6' Claesen 9', 54', 89' Vercauteren 41' Ceulemans 87' | Stade Municipal, Lucemburk diváci: 15 000 rozhodčí: Krzysztof Czemarmazowicz (POL) |

| 15. října 1986 |     |         |                                                                   |
| Irsko          | 0:0 | Skotsko | Lansdowne Road, Dublin diváci: 48 000 rozhodčí: Einar Halle (NOR) |
|                |     |         | Lansdowne Road, Dublin diváci: 48 000 rozhodčí: Einar Halle (NOR) |

| 12. listopadu 1986               |     |             |                                                                           |
| Skotsko                          | 3:0 | Lucembursko | Hampden Park, Glasgow diváci: 35 078 rozhodčí: Eysteinn Guðmundsson (ISL) |
| Cooper 24' (p), 38' Johnston 70' |     |             | Hampden Park, Glasgow diváci: 35 078 rozhodčí: Eysteinn Guðmundsson (ISL) |

| 19. listopadu 1986 |     |           |                                                                                         |
| Belgie             | 1:1 | Bulharsko | King Baudouin Stadium, Brusel diváci: 33 000 rozhodčí: Victoriano Sánchez Arminio (ESP) |
| Janssen 48'        |     | Tanev 62' | King Baudouin Stadium, Brusel diváci: 33 000 rozhodčí: Victoriano Sánchez Arminio (ESP) |

| 18. února 1987 |     |              |                                                                         |
| Skotsko        | 0:1 | Irsko        | Hampden Park, Glasgow diváci: 45 081 rozhodčí: Henk van Ettekoven (NED) |
|                |     | Lawrenson 8' | Hampden Park, Glasgow diváci: 45 081 rozhodčí: Henk van Ettekoven (NED) |

| 1. dubna 1987      |     |               | |
| Bulharsko          | 2:1 | Irsko         | Národní stadion Vasil Levski, Sofie diváci: 40 000 rozhodčí: Carlos Alberto da Silva Valente (POR) |
| Tanev 41', 82' (p) |     | Stapleton 53' | Národní stadion Vasil Levski, Sofie diváci: 40 000 rozhodčí: Carlos Alberto da Silva Valente (POR) |

| 1. dubna 1987                         |     |            |                                                                                         |
| Belgie                                | 4:1 | Skotsko    | Constant Vanden Stock Stadium, Anderlecht diváci: 26 650 rozhodčí: Michel Vautrot (FRA) |
| Claesen 10', 55', 86' Vercauteren 75' |     | McStay 14' | Constant Vanden Stock Stadium, Anderlecht diváci: 26 650 rozhodčí: Michel Vautrot (FRA) |

| 29. dubna 1987 |     |        |                                                                      |
| Irsko          | 0:0 | Belgie | Lansdowne Road, Dublin diváci: 49 000 rozhodčí: Heinz Holzmann (AUT) |
|                |     |        | Lansdowne Road, Dublin diváci: 49 000 rozhodčí: Heinz Holzmann (AUT) |

| 30. dubna 1987 |     |                                             |                                                                               |
| Lucembursko    | 1:4 | Bulharsko                                   | Stade Municipal, Lucemburk diváci: 1 500 rozhodčí: Guðmundur Haraldsson (ISL) |
| Langers 59'    |     | Sadakov 49' Sirakov 55' Tanev 62' Kolev 82' | Stade Municipal, Lucemburk diváci: 1 500 rozhodčí: Guðmundur Haraldsson (ISL) |

| 20. května 1987                    |     |             |                                                                                    |
| Bulharsko                          | 3:0 | Lucembursko | Národní stadion Vasil Levski, Sofie diváci: 35 000 rozhodčí: Ion Craciunescu (ROU) |
| Sirakov 25' Yordanov 39' Kolev 56' |     |             | Národní stadion Vasil Levski, Sofie diváci: 35 000 rozhodčí: Ion Craciunescu (ROU) |

| 28. května 1987 |     |                       |                                                                        |
| Lucembursko     | 0:2 | Irsko                 | Stade Municipal, Lucemburk diváci: 4 965 rozhodčí: Renzo Peduzzi (SUI) |
|                 |     | Galvin 44' Whelan 64' | Stade Municipal, Lucemburk diváci: 4 965 rozhodčí: Renzo Peduzzi (SUI) |

| 9. září 1987              |     |             |                                                                    |
| Irsko                     | 2:1 | Lucembursko | Lansdowne Road, Dublin diváci: 18 000 rozhodčí: Keith Cooper (WAL) |
| Stapleton 31' McGrath 75' |     | Krings 28'  | Lansdowne Road, Dublin diváci: 18 000 rozhodčí: Keith Cooper (WAL) |

| 23. září 1987         |     |        |                                                                                          |
| Bulharsko             | 2:0 | Belgie | Národní stadion Vasil Levski, Sofie diváci: 60 000 rozhodčí: Karl-Heinz Tritschler (FRG) |
| Sirakov 19' Tanev 70' |     |        | Národní stadion Vasil Levski, Sofie diváci: 60 000 rozhodčí: Karl-Heinz Tritschler (FRG) |

| 14. října 1987        |     |           |                                                                            |
| Irsko                 | 2:0 | Bulharsko | Lansdowne Road, Dublin diváci: 26 000 rozhodčí: Johannes N.I. Keizer (NED) |
| McGrath 52' Moran 83' |     |           | Lansdowne Road, Dublin diváci: 26 000 rozhodčí: Johannes N.I. Keizer (NED) |

| 14. října 1987         |     |        |                                                                    |
| Skotsko                | 2:0 | Belgie | Hampden Park, Glasgow diváci: 16 052 rozhodčí: Paolo Casarin (ITA) |
| McCoist 14' McStay 79' |     |        | Hampden Park, Glasgow diváci: 16 052 rozhodčí: Paolo Casarin (ITA) |

| 11. listopadu 1987                  |     |             |                                                                          |
| Belgie                              | 3:0 | Lucembursko | King Baudouin Stadium, Brusel diváci: 15 000 rozhodčí: Egil Nervik (NOR) |
| Ceulemans 17' Degryse 55' Crève 81' |     |             | King Baudouin Stadium, Brusel diváci: 15 000 rozhodčí: Egil Nervik (NOR) |

| 11. listopadu 1987 |     |            |                                                                                |
| Bulharsko          | 0:1 | Skotsko    | Národní stadion Vasil Levski, Sofie diváci: 60 000 rozhodčí: Helmut Kohl (AUT) |
|                    |     | Mackay 86' | Národní stadion Vasil Levski, Sofie diváci: 60 000 rozhodčí: Helmut Kohl (AUT) |

| 20. prosince 1987 |     |         |                                                                                      |
| Lucembursko       | 0:0 | Skotsko | Stade de la Frontière, Esch-sur-Alzette diváci: 1 999 rozhodčí: Manfred Neuner (FRG) |
|                   |     |         | Stade de la Frontière, Esch-sur-Alzette diváci: 1 999 rozhodčí: Manfred Neuner (FRG) |